# 有山景子
有山 景子（ありやま けいこ、1988年12月14日 - ）は、日本の女子バスケットボール選手である。埼玉県出身。日立ハイテク クーガーズ所属。ポジションはガードフォワード。

## 人物
東京成徳大中学・高校から玉川大学を経て、2011年に日立ハイテク入社。
2018年退団。

## 経歴
- 東京成徳大高 - 玉川大 - 日立ハイテク（2011年〜2018年）